# عزب بسنتاواي
قرية عزب بسنتاواي هي إحدى القرى التابعة لمركز المحمودية في محافظة البحيرة في جمهورية مصر العربية. حسب إحصاءات سنة 2006، بلغ إجمالي السكان في عزب بسنتاواي 36127 نسمة، منهم 18526 رجل و17601 امرأة.